# Frontera Festival
El Festival Latinoamericano de Artes y Música Frontera, o simplemente Frontera Festival, es un festival musical que reúne diferentes corrientes artísticas de Iberoamérica. La primera edición de 2013 y las dos siguientes se realizaron en el  Club Hípico de Santiago de Chile, organizado por Transistor, empresa chilena dedicada al espectáculo. La cuarta —y última— se celebró en abril de 2017 en Estadio Bicentenario de La Florida. 

## Historia
En la primera versión del festival, en 2013, participaron 28 bandas distribuidas en 3 escenarios. Esta versión marcó dos grandes hitos de la música latinoamericana: la celebración de los 30 años de carrera de Los Fabulosos Cadillacs, y el reencuentro tras 13 años de  Tiro de Gracia.
El mismo año el festival comenzó su expansión por Latinoamérica, realizando su primera versión en Buenos Aires, Argentina, con la participación de 3 bandas internacionales.
El festival que debía realizarse en diciembre de 2016 fue supendido por no haber conseguido el  Club Hípicola autorización de la Intendencia Metropolitana; finalmente la versión 2016 se celebró el 22 de abril de 2017 en otro escenario: el Estadio Bicentenario de la comuna de La Florida, en Santiago.
La versión 2017, que se programó para el domingo 26 de noviembre, al final fue cancelada por la baja venta de entradas.

## Frontera Festival Chile 2013
Fecha: 9 de noviembre.
Escenarios: Transistor, Pepsi y Red Bull PanamériKa.
Bandas participantes:
| - Alain Johannes - Ana Tijoux - Astro - Bosnian Rainbows - Chico Trujillo - Christina Rosenvinge - Como Asesinar a Felipes - Cultura Profética - DJ Sien - Dread Mar-I - Gepe - Gufi - Inverness - Jorge González |  | - L.A. - Los Fabulosos Cadillacs - Los Tetas - Manuel García - Matanza - MC Billeta - Molotov - Movimiento Original - Phonalex - Prefiero Fernández - The Suicide Bitches - Tiro de Gracia - Villa Cariño - Zona Ganjah |

## Frontera Festival Argentina 2013
Fecha: 10 de noviembre.
Bandas participantes:
- Bosnian Rainbows
- L.A.
- Molotov

## Frontera Festival Chile 2014
Fecha: 15 de noviembre.
Bandas participantes:
| - 2 Minutos - Ases Falsos - Attaque 77 - Bomba Estéreo - Carla Morrison - Dënver - Detonantes - Diana Fuentes |  | - El Otro Yo - La Floripondio - Lírico - Los Cafres - Morenito de Fuego - Natiruts - Sho Hai - Zonora Point |

## Frontera Festival Chile 2015
Fecha: 28 de noviembre.
Bandas participantes:
| - Anita Tijoux - Apparat - Ases Falsos - B-Real - Bersuit Vergarabat - Camila Moreno - Chicano Batman - Chico Trujillo - Ciro y los Persas - Francisca Valenzuela - Fyahbwoy - Gepe - Inti Illimani - Javiera Mena - Jonas Sánchez |  | - La Pegatina - Lucybell - Los Tetas - Mc Piri - Miranda! - Munn - Nano Stern - Natiruts - Phonalex - Protistas - PXNDX - Santa Feria - SFDK - Swan Fyahbwoy - Vectores - Villa Cariño |

## Frontera Festival Chile 2016
Fecha: 22 de abril de 2017.
Bandas participantes:
| - 2 Minutos - 7 Notas 7 Colores - Álex Anwandter - Ases Falsos - Attaque 77 - Babasónicos - Camila Moreno - Chancho en Piedra - Cómo asesinar a Felipes (CAF) - Churupaca - Dënver - Gepe - Gondwana |  | - Kuervos del Sur - Los Amigos Invisibles - Los Cafres - Los Caligaris - Lumumba - Moral Distraída - Otiginal Juan - Os Paralamas do Sucesso - Perotá Chingó - Todos Tus Muertos - Tronic - Vectores - Villa Cariño - We Are the Grand |